# Монтаньяк-Монпеза
Монтанья́к-Монпеза́ (фр. Montagnac-Montpezat, окс. Montanhac e Montpesat) — коммуна во Франции, находится в регионе Прованс — Альпы — Лазурный Берег. Департамент коммуны — Альпы Верхнего Прованса. Входит в состав кантона Рье. Округ коммуны — Динь-ле-Бен.
Код INSEE коммуны — 04124.

## Население
Население коммуны на 2008 год составляло 413 человек.
| 1962 | 1968 | 1975 | 1982 | 1990 | 1999 | 2008 |
| ---- | ---- | ---- | ---- | ---- | ---- | ---- |
| 208  | 193  | 162  | 215  | 279  | 321  | 413  |

## Экономика
В 2007 году среди 232 лиц в трудоспособном возрасте (15—64 лет) 152 были экономически активными, 80 — неактивными (показатель активности — 65,5 %, в 1999 году было 61,5 %). Из 152 активных работали 120 человек (68 мужчин и 52 женщины), безработных было 32 (17 мужчин и 15 женщин). Среди 80 неактивных 18 человек были учениками или студентами, 26 — пенсионерами, 36 были неактивными по другим причинам.

## Достопримечательности
- Римский мост Сильвестра
- Приходская церковь Сен-Пьер-о-Льен
- Развалины средневекового замка епископов Монтаньяк (XII—XIII века)
- Замок Монпеза (XIII век), в романском стиле, исторический памятник
- Церковь Сен-Сатюрнен